# Exechia adenaparva
Exechia adenaparva är en tvåvingeart som beskrevs av Chandler 2000. Exechia adenaparva ingår i släktet Exechia och familjen svampmyggor. Inga underarter finns listade i Catalogue of Life.